# Vhw – Bundesverband für Wohnen und Stadtentwicklung
Der vhw – Bundesverband für Wohnen und Stadtentwicklung e. V. ist ein in Deutschland tätiger gemeinnütziger Verband. Er engagiert sich durch Fortbildung und Forschung in den Handlungsfeldern Wohnen und Stadtentwicklung für die Leistungsfähigkeit der Kommunen, eine vielfältige Bürgergesellschaft und die Stärkung der lokalen Demokratie.
Er ist aus dem Deutschen Volksheimstättenwerk e. V. (vhw) hervorgegangen und nennt sich seit seiner Satzungsänderung im Jahr 2009 vhw – Bundesverband für Wohnen und Stadtentwicklung e. V. Der Rechtssitz des vhw ist Berlin, Verwaltungssitze sind Berlin und Bonn. Die Bundesgeschäftsstelle hat ihren Sitz in Berlin. Zudem gibt es sieben regionale Geschäftsstellen.

## Geschichte

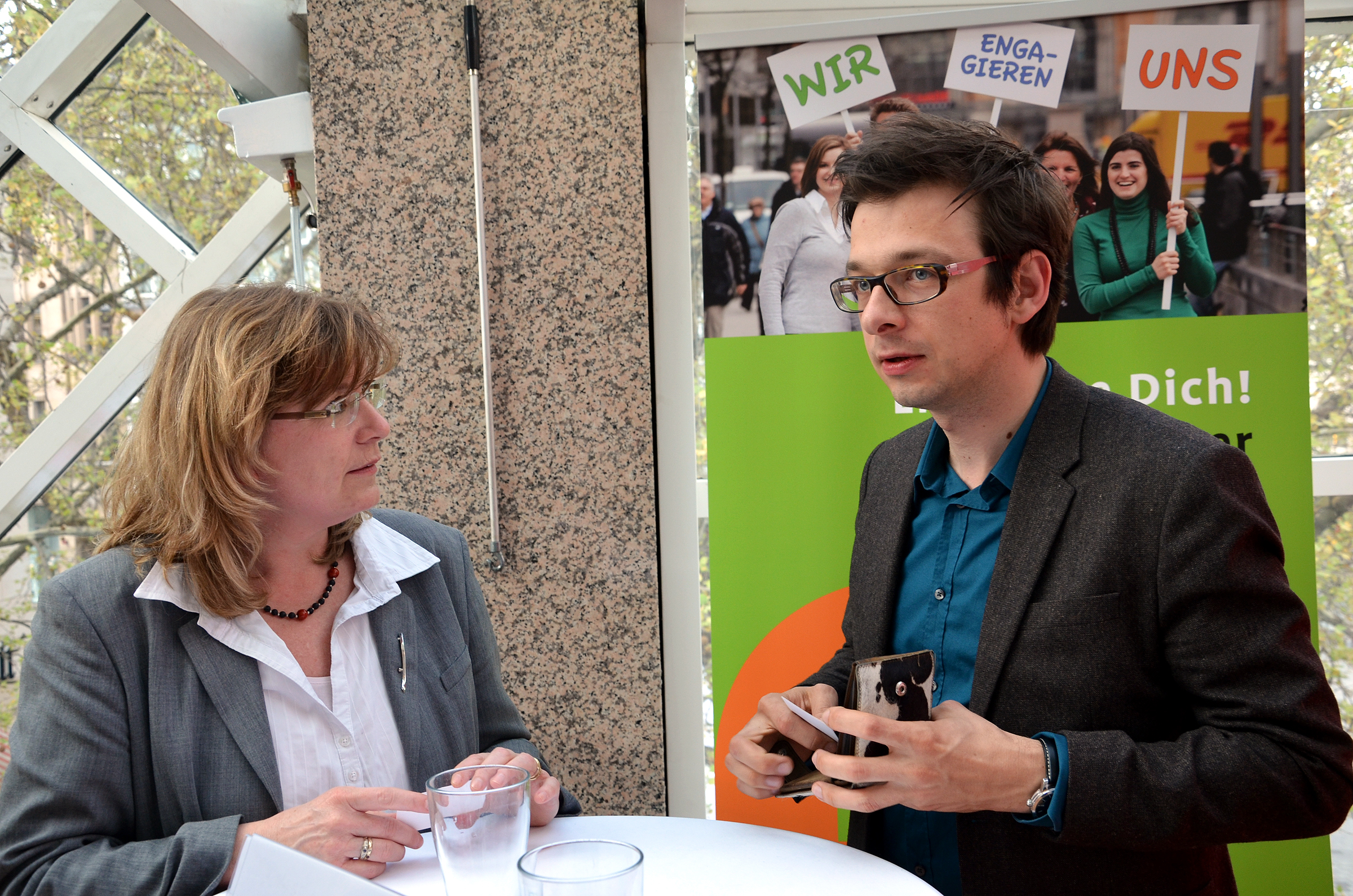
Sebastian Beck (rechts), wissenschaftlicher Referent des vhw, 2014 im Gespräch mit Almut Maldfeld vom Freiwilligenzentrum Hannover

Das Deutsche Volksheimstättenwerk e. V. (vhw) wurde 1946 von führenden Wohnungs- und Sozialpolitikern, Kirchen, Gewerkschaften und Wohlfahrtsverbänden gegründet. Der vhw schloss damit eine Lücke, die durch die politische Delegitimierung aller noch aus der Weimarer Republik stammenden wohnungswirtschaftlichen Verbände entstanden war. Zu den Gründungsmitgliedern gehörten u. a. der frühere Reichstagspräsident Paul Löbe, der Kölner Bürgermeister Robert Görlinger, Johannes Lubahn, der Prälat Benedikt Kreutz und der damalige Oberkonsistorialrat  Eugen Gerstenmaier. Als vorrangige Aufgabe wurde eine Reform des Bodenrechts als Voraussetzung für die Förderung selbst genutzten Wohneigentums breiter Bevölkerungsschichten angesehen. Damit sollte den Menschen, vor allem den Ausgebombten und Flüchtlingen, wieder eine Lebensperspektive gegeben werden.
2004 erklärte der Verband seine ursprüngliche gesellschaftspolitische Aufgabe als gelöst. Die Bodenreform hatte sich als politisch nicht durchsetzbar erwiesen und die Förderung des Wohnungseigentums wurde eingestellt. Mit der endgültigen Aufnahme der selbst genutzten Immobilie in die Riesterförderung, die der vhw gefordert hatte, war damit der Schlusspunkt dieser Epoche der Verbandspolitik erreicht.
Im Jahr 2004 nannte sich das Deutsche Volksheimstättenwerk e. V. (vhw) in Bundesverband für Wohneigentum und Stadtentwicklung e. V. um. Seit der Satzungsänderung von 2009 heißt der Verband vhw – Bundesverband für Wohnen und Stadtentwicklung e. V. Die Bundesgeschäftsstelle wurde im Jahr 2000 von Bonn nach Berlin verlegt.

## Zielsetzung
Verbandsziel ist die Förderung einer mündigen Stadtgesellschaft, die durch die Beteiligung der Bürger an städteplanerischen Prozessen innerhalb der Stadtentwicklung erreicht werden soll. Zu diesem Zweck fördert der vhw wissenschaftliche Forschung sowie deren Verbreitung in allen die nachhaltige Stadtentwicklung betreffenden Bereichen, wie z. B. Bevölkerungs- und Umweltpolitik, Raumplanung, Architektur und Städtebau. Zielgruppen sind  alle an der Stadtentwicklung beteiligten Akteure, von der Bürgerschaft über Politik und Verwaltung, Forschung und Lehre bis hin zur Wirtschaft.

## Organisation
Der vhw hat  über 2.400 Mitglieder (Stand Februar 2024). Die Mitglieder sind in der Mehrheit Gebietskörperschaften und Wohnungsunternehmen. Die Mitgliedschaft für Privatpersonen ist laut Satzung ausgeschlossen.
Organe
1. Die Mitgliederversammlung
2. Das Kuratorium – Es berät den Vorstand in Grundsatzfragen. Es setzt sich aus Persönlichkeiten des öffentlichen Lebens aus Wissenschaft, Politik, Verwaltung, Wohnungswirtschaft und Verbänden zusammen.
3. Der Verbandsrat – Seine Aufgaben sind die Beratung und die Aufsicht des Vorstands sowie die Beschlussfassung in Grundsatzfragen zur Verbandspolitik und zu Haushaltsfragen; Vorsitzender ist Peter Kurz, ehemaliger Oberbürgermeister der Stadt Mannheim (Stand Februar 2024), stellvertretende Vorsitzende sind Charlotte Britz, ehemalige Oberbürgermeisterin der Landeshauptstadt Saarbrücken (Stand Februar 2024), Elke Pahl-Weber, Professorin für Bestands- entwicklung und Erneuerung von Siedlungseinheiten am Institut für Stadt- und Regionalplanung der TU Berlin und Michael von der Mühlen, Staatsrat a.D, Dortmund[6]
4. Der Vorstand: Jürgen Aring, Henning Dettleff (Stand Februar 2024)

## Publikationen
Der vhw gibt die Fachzeitschrift Forum Wohnen und Stadtentwicklung heraus, die in einer Auflage von 3.500 Exemplaren 6-mal jährlich erscheint. Er publiziert wissenschaftliche Dokumente, Fachbücher und Essays. Die Verlagstätigkeit wird über die vhw-Dienstleistung GmbH abgewickelt, deren alleiniger Gesellschafter der vhw – Bundesverband für Wohnen und Stadtentwicklung e. V. ist. Eine Reihe der Publikationen erfolgen in der Reihe Vhw-Schriftenreihe (DNB 997689811). Beispiele für Publikationen sind:
- Sebastian Beck: Migranten-Milieus: dem Leitbild Bürgergesellschaft verpflichtet; ein Kompass für die Stadtgesellschaft (= vhw-Schriftenreihe. Band 1). Vhw-Bundesverband für Wohnen und Stadtentwicklung, Berlin 2009, DNB 997367806.
- vhw – Bundesverband für Wohnen und Stadtentwicklung e. V., vhw-Schriftenreihe 2, Engagement im Quartier und kommunale Bürgerorientierung, Berlin 2010.
- Thomas Kuder (Hrsg.): Dialog: Zur Stärkung lokaler Demokratie – dem Leitbild Bürgergesellschaft verpflichtet (= vhw-Schriftenreihe. Band 3). Vhw-Bundesverband für Wohnen und Stadtentwicklung, Berlin 2011, ISBN 978-3-87941-952-4.
- Stefanie Gutknecht (Hrsg.): vhw-Kommunikationshandbuch: Praxisbezogene Kommunikation mit den Milieus der Stadtgesellschaft – dem Leitbild Bürgergesellschaft verpflichtet (= vhw-Schriftenreihe. Band 4). Vhw-Bundesverband für Wohnen und Stadtentwicklung, Berlin 2013, ISBN 978-3-87941-956-2.